# Oliver Laux
Oliver Laux (* 26. März 1990 in Lahnstein) ist ein ehemaliger deutscher Fußballspieler.

## Karriere
Laux spielte zunächst in den Jugendmannschaften vom FC 1911 Horchheim und dem FV Engers 07. Im Sommer 2005 wechselte er ablösefrei in den Nachwuchs der TuS Koblenz und durchlief dort die folgenden Jugendmannschaften und wurde 2008 Stammspieler in der Reservemannschaft. In der Saison 2009/10 stand er im erweiterten Kader der ersten Mannschaft, die zu der Zeit in der 2. Bundesliga spielte. In der Saison 2010/11 gab er im Spiel gegen Rot Weiss Ahlen sein Debüt für die Koblenzer, als er in der 62. Spielminute für Christian Pospischil eingewechselt wurde. In der Saison war er in der 3. Liga fester Bestandteil des Kaders und konnte einige Einsätze in Liga und DFB-Pokal verbuchen, bevor er zur Saison 2011/12 zum SC Fortuna Köln in die Regionalliga West wechselte, für den er am 6. August 2011 in der Partie gegen die zweite Mannschaft des VfL Bochum zum ersten Mal zum Einsatz kam. Mit der Fortuna scheiterte er in der Saison 2012/13 als Tabellenzweiter knapp am Aufstieg in die 3. Liga. In der Spielzeit 2013/14 wurde Laux mit der Fortuna Meister der Regionalliga West und erzielte im Rückspiel der Aufstiegsrunde gegen die zweite Mannschaft des FC Bayern München in der Nachspielzeit trotz der Unterzahl der Fortuna den für den Aufstieg in die 3. Liga entscheidenden Treffer. Nachdem Laux sich jedoch in der Spielzeit 2014/15 nicht wie erhofft in die feste Rotation von Fortuna Köln spielen konnte, bat er um die Freigabe für einen Wechsel. In der Winterpause 2015 wechselte Laux schließlich zurück zur TuS Koblenz in die Regionalliga Südwest. Mit Koblenz konnte Laux jedoch den Abstieg in die Oberliga nicht verhindern und verließ den Verein in der Sommerpause wieder. Er blieb jedoch in der Regionalliga Südwest und unterzeichnete einen Vertrag bei Eintracht Trier. Nach einer Spielzeit wechselte Laux zur Saison 2016/17 zum Regionalligaaufsteiger Teutonia Watzenborn-Steinberg. 2018 folgte die Fusion des VfB Gießen und Teutonia Watzenborn-Steinberg zum FC Gießen, für die Laux fortan spielte. Dort wurde sein auslaufender Vertrag im Sommer 2020 wegen eines schon lange andauernden Knorpelschadens nicht mehr verlängert. Da seitdem kein neuer Verein mehr auftauchte ist von seinem Karriereende auszugehen.